# Sébastien de Beaulieu

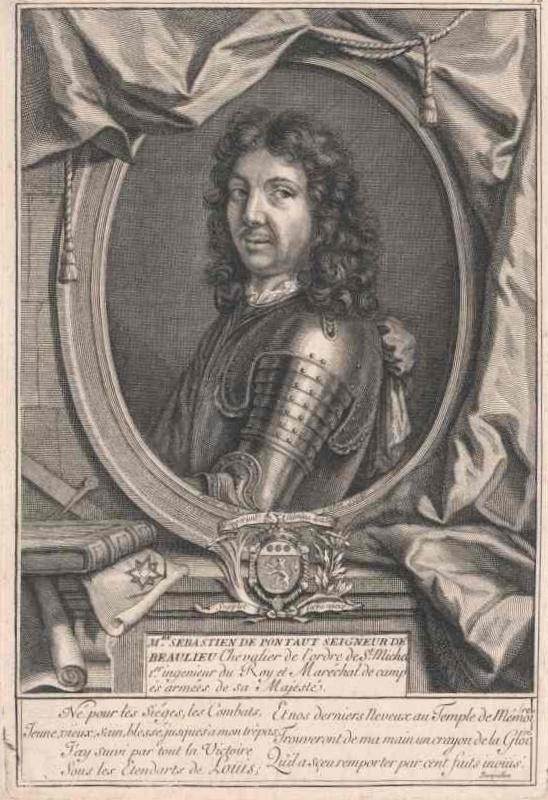
Sébastien de Beaulieu um 1665

Sébastien de Beaulieu (* um 1612 in Frankreich; † am 10. August 1674  in Paris), vollständiger Name mit Titeln Sébastien de Pontault, seigneur de Beaulieu-le-Donjon, chevalier de l’ordre de Saint-Michel, war ein französischer Militärkartograph, Offizier und Verleger, dessen Wirken in die Zeit der Eroberungskriege Ludwigs XIII. und Ludwigs XIV. fiel.
Früh schon Soldat, ist Beaulieu als Beobachter, mehr als dreißig Jahre lang, auf Kriegsschauplätzen in Frankreich, Lothringen, Holland, Belgien, Luxemburg, Burgund, Italien, Spanien und Deutschland gewesen und hat von ihnen viele Veduten und Pläne gezeichnet und in Kupfer stechen lassen. Die Arbeiten wurden als Einblattdrucke immer unmittelbar nach den Ereignissen herausgebracht und sind als aktuelle Kriegsberichterstattung für Militärhistoriker später ein guter Fundus gewesen. Diese Flugblatt-Serie endete mit dem Pyrenäenfrieden im Jahre 1659.
Nach 1660 hat Sébastien de Beaulieu Bücher im Quart-Format über verschiedene Regionen unter dem Haupttitel Plans et Profils des principales Villes … herausgegeben, in denen Karten, Ansichten und Pläne von Orten und Festungen abgebildet waren, die in den Kriegshandlungen eine Rolle gespielt hatten. Dazu veröffentlichte er auch in mehreren Folianten eine Sammlung seiner Einblattdrucke aus der jahrzehntelangen Produktion der Kriegsberichterstattung. Abgeleitet von den unterschiedlichen Blattgrößen werden diese Werke heute zur Unterscheidung der Kleine und der Große Beaulieu genannt.

## Lebensabriss
Im Jahre 1627 trat Sébastien de Beaulieu, gerade 15 Jahre alt, in die französische Armee ein. Er durchlief eine Offizierslaufbahn, war u. a. mit der Aufsicht über die gesamte Artillerie (controleur general d’artillerie) im Artois betraut und wurde 1638 zum königlichen Ingenieur und Geographen (ingenieur & geographe du roy) ernannt.
Den Krieg selbst lernte Sébastien de Beaulieu schon bald nach seinem Armee-Eintritt kennen: 1628 in La Rochelle, wo er die Belagerung mitmachte so wie auch Jacques Callot, dessen Stiche von diesen Kämpfen Beaulieu, der zweifellos von Callot stark beeinflusst worden ist, schon recht früh gekannt haben muss. (Etwas später haben sich die Wege der beiden noch einmal im Mantuanischen Erbfolgekrieg bei der Belagerung von Veillane gekreuzt.)

Vedute der Stadt Mainz aus dem Jahre 1644. In der Kartusche ein Porträt des Herzogs von Enghien; solche Verherrlichung von Königen und Feldherren ist im Dreißigjährigen Krieg aufgekommen. Sébastien de Beaulieu hat viele Stadtansichten mit solch aufwendigem Beiwerk gestaltet

Nach dem Fall von La Rochelle hat Sébastien de Beaulieu in den nächsten Jahren und Jahrzehnten an vielen Feldzügen gegen spanische und kaiserliche Truppen teilgenommen. An den Einblattdrucken, die er anlässlich des Krieges Ludwigs XIII. mit Spanien schuf, kann seine Teilnahme an einzelnen Feldzügen nachvollzogen werden: 1630 Pignerol/Piemont, 1631 Moyenvic/Lothringen, 1636 Corbie/Picardie, 1637 Landrecy/Hennegau, 1639 Hesdin, 1640 Arras und 1641 Bapaume alle im Artois und 1642 Collioure und Perpignan im Roussillon. — Auch als sich nach dem Tode Ludwigs XIII. im Mai 1643 der Kriegsschauplatz unter der energischen Führung Mazarins nach Deutschland verlagerte, ist Sébastien de Beaulieu als Beobachter mit dabei gewesen und hat für die Zeit von 1643 bis 1644 allein 25 Stiche vom Kriegsgeschehen auf deutschem Boden geschaffen. (Dem stehen in der wesentlich längeren Zeit davor 17 Stück gegenüber.)
Sébastien de Beaulieu ist mehrmals verwundet worden, am schwersten wohl 1644 bei der Belagerung von Philippsburg, wo er seinen rechten Arm verlor. Danach hat er, seelisch ungebrochen, mit der linken Hand gezeichnet und ist auch weiter Beobachter auf verschiedenen Kriegsschauplätzen gewesen: Nach dem Dreißigjährigen Krieg bei den Kämpfen mit der Fronde und im sich ewig hinziehenden Krieg gegen Spanien.
Irgendwann (nach 1650 wohl) hat Sébastien de Beaulieu seine Tätigkeit als Verleger verstärkt und seinen ständigen Wohnsitz in Paris genommen: sur le Quay & proche le grand Portail de l’Eglise des Grands Augustins joignant l’enseigne des deux globes, au bout du Pont-Neuf. Die gleiche Adresse wird auch so überliefert: sur le Quai des Grands-Augustins, près du grand portail de l’eglise, au bout de Pont Neuf ce qui est très proche de la boutique des Berey. Hier sind dann im Laufe der Zeit die gebundenen Ausgaben des Kleinen und Großen Beaulieus entstanden.
Als Sébastien de Beaulieu im August 1674 starb, war er noch mit weiteren Ausgaben seiner Werke beschäftigt. Seine Nichte, Reine de Beaulieu, hat diese Arbeit dann fortgesetzt und noch eine ganze Reihe von Bänden veröffentlicht.

## Arbeitsbeschreibung

Einer der Pläne von Beaulieu: Belagerung von Rothenburg ob der Tauber. Der Aufmarsch der französischen Truppen am 12. Juli 1645

Für seine Einblattdrucke zur Kriegsberichterstattung zeichnete Sébastien de Beaulieu zuerst Ansichten (Veduten) der Städte, die vom Krieg betroffen waren; bald schon folgten dazu auch Schlacht- und Belagerungspläne. (Zu seinen Lebzeiten hat er 68 Ansichten und 66 Pläne veröffentlicht; seine Nachfolger später noch 5 Veduten und 22 Pläne.)
Für sein Schaffen hat Sébastien de Beaulieu zwei große Vorbilder gehabt: Jacques Callot und Christophe Tassin. Von Callot, dessen Einfluss beim Großen Beaulieu deutlich ist, übernahm Beaulieu bei den Veduten viele Darstellungsweisen und brachte Details (meistens im Vordergrund) von Menschen, Personengruppen, Häusern, Schiffen, Mühlen, Bäumen usw. zur Geltung. Auch die Pläne von Beaulieu sind von großer Akribie: Einzelne Truppenteile und Befehlshaber von Freund und Feind sind namentlich aufgeführt und auch Landschaften und Topographie werden genau wiedergegeben. — Von Tassin, ein unmittelbarer Vorgänger Beaulieus als königlicher Ingenieur und Geograph, ist der Einfluss beim Kleinen Beaulieu zu erkennen. Über einen früheren Krieg Ludwig XIII. in Lothringen ist von Tassin ein Sammelband herausgebracht worden, von dem Beaulieu sechs Blätter für seine erste Auflage von Lothringen übernommen hat, danach aber nicht mehr.
Bis 1644 etwa haben bei den Arbeiten die Zeichner und Stecher Stefano della Bella und François Collignon mitgewirkt und für den Entwurf der Blätter neben Sébastien de Beaulieu als schöpferisch mitverantwortlich gezeichnet. Danach konnte Beaulieu, jetzt selbst erfahren genug, auf solch eine große Unterstützung verzichten. Als Stecher sind dann u. a. Nicolas Cochin (1610–1686) und die Perelles zum Zuge gekommen.